# Cheilolejeunea intricta
Cheilolejeunea intricta là một loài Rêu trong họ Lejeuneaceae. Loài này được (Stephani) J.J. Engel mô tả khoa học đầu tiên năm 1976.